# Lons-le-Saunier
Lons-le-Saunier este un oraș în Franța, prefectura departamentului Jura, în regiunea Franche-Comté. 

## Personalități născute aici
- Bernard Clavel (1923 - 2010), scriitor.